# Грчка
Грчка (транслит.  — Елада или стгрч. , транслит.  — Хелас), званично Република Грчка (транслит.  — Елиники Димократија), држава је у југоисточној Европи. Налази се на Балкану, између Егејског мора на истоку, Јонског мора на западу и Средоземног мора на југу. Граничи се са Албанијом на северозападу, Северном Македонијом и Бугарском на северу и Турском на североистоку. Са површином од нешто мање од 132.000 km² највећа је држава на Балканском полуострву и на 97. месту је у свету. Поред континенталног дела, Грчка обухвата и преко 1.400 острва од којих су највећа и најзначајнија Крит, Евбеја, Лезбос, Родос и Крф. Обала је јако разуђена и са дужином од 13.676 km, Грчка је на 11. месту у свету. Рељеф је углавном планински, а највиши врх је планина Олимп са надморском висином од 2.917 m.
Према подацима пописа становништва из 2011. Грчка је имала нешто мање од 11 милиона становника, а готово половина становништва је живела у три највеће градске агломерације у земљи — Атини (која је уједно главни и највећи град), Солуну и Патри. Већи градови су још и Ираклион, Лариса, Волос и Родос. Око 95% становништва су етнички Грци, те се Грчка сматра једном од етнички најхомогенијих земаља Европе. Најбројнија национална мањина су Албанци са уделом у укупној популацији од око 4%. Службени језик је грчки, а у конфесионалном погледу доминира православно хришћанство (Православна црква Грчке и Васељенска патријаршија).
Историја савремене грчке државе вуче корене још из времена Античке Грчке, а сама Грчка се често сматра „колевком“ модерне европске цивилизације. Грчка је домовина савремене демократије, филозофије, Олимпијских игара, европске књижевности и историографије, политичких наука, важних научних и математичких принципа, географије, уметности (посебно драмских форми комедије и трагедије, те скулптуре). На Унесковој листи светске баштине налази се чак 17 локалитета широм Грчке. Модерна Грчка држава настала је 1830. након победе у рату за независност против Османског царства.
Грчка је чланица бројних међународних економских, политичких и војних организација. Била је међу оснивачима Организације уједињених нација (ОУН) 1945, део је НАТО пакта од 1952, а Европске уније од 1981. Од 2001. део је Еврозоне. У привредном смислу Грчка се убраја у високоразвијене државе са високим животним стандардом становништва.

## Порекло имена
На савременом грчком језику ова земља се зове Елада, односно Елас (грч. Ελλας, Ελλαδα), док је званично име Еленска Република (грч. Ελληνική Δημοκρατία). Према митологији праотац свих Грка (односно Елена) био је Елен (грч. 'Еλλην), најстарији син твораца људског рода после великог потопа Деукалиона и Пире. Према Хесиоду Еленови синови Еол, Дор и Ксут су основали четири најважнија грчка племена и ујединили цео грчки народ који је добио име по њиховом оцу Елену (па отуда Елени или Хелени). Етноним Елени помиње и Хомер у свом епу Илијада где племе Мирмидонаца које је предводио Ахил назива још и Хеленима. По Хомеру Елени су били сви Грци који су живели у копненом делу данашњег Балканског полуострва.
Етноним Грчка који се користи у савременом српском језику (баш као и иста основа у већини светских језика) потиче од латинског назива Греција (лат. Graecia) којим су Римљани означавали подручје где живе Грци (односно Греки, лат. Graeci). Етноним вероватно представља латинизовану верзију грчког имена Грекос (грч. Γραικός) који у преводу означава придев грчки (али чије порекло није у целости доказано).
Етноним Греки (грч. Γραικοί) први је користио Аристотел у свом делу Метеорологија и под тим појмом подразумевао је земље између древне Додоне и реке Ахелос (у данашњој централној и северозападној Грчкој) које су насељавали народи који су себе некада називали Грекима, али у Аристотелове време Еленима. На основу поменутих Аристотелових запажања очито је да су се становници данашњег Епира и западне обале Грчке која се налази насупрот Апенинског полуострва (и данашње Италије) једно време називали Греки и да се тај назив проширио и на Римско царство.
Хесиод је у свом делу Женски каталог спомињао Грекоса као једног од два сина Зевса и Пандоре (други је био Латинус). Према филозофу Стефаносу Византијском (дело Етника) Грекос је био Тесалосов син и по њему су Грци добили првобитно име које је касније прерасло у Елени.
Током позног античког периода грчке историје (од III до VII века) сви Грци су се називали Ромејима односно Римљанима (грч. Ρωμιοί), што је у вези са чињеницом да су се све Грци Римског царства сматрали Римљанима после 212. године. У доба цара Теодосија I и јачања хришћанске вере на подручју целог Римског царства термин Елени се односио на следбенике древних паганских политеистичких религија. Термин Елени и Еленизам је поново оживео тек након IX века и поново постао доминантан део грчког културног живота у XI веку.
У српском језику термин Еленизам се углавном односи на антички део грчке историје.

## Географија

### Положај
Грчка излази на Егејско, Јонско, и на Средоземно море између Албаније и Турске. Налази се на 39° СГШ и 22° ИГД.
Копнене границе су јој дуге укупно 1.288 km. Граничи се са Албанијом у дужини од 282 km, Бугарском 494 km, Турском 206 km, Северном Македонијом 246 km. Обале су јој дуге 13.676 km.
Обала је веома разуђена, са мноштвом острва, полуострва и залива. Њихова обала је по разуђености друга у Европи. Највећи део државе је под планинама, највиши врх је Олимп са 2.911 m надморске висине. Земља није погодна за развој пољопривредне културе осим у неким долинама уз реку.

### Геологија и рељеф
Рељеф Грчке је претежно планински. Дуж западних обала пружају се Пиндске планине, на које се настављају планине на Пелопонезу и Криту. У североисточном делу су Родопске планине. Низија је мало и настале су таложењем речних наноса. То су у долини реке Пиниос Тесалија, у долини реке Вардар Солунска низија и у долини реке Марице Тракија. Тло је на овом простору нестабилно, због чега су чести земљотреси.

### Воде
Бистрица је најдужа река у Грчкој са укупном дужином од 322 km. Река је друга по дужини у историјској области Македонији, после реке Вардар дуге 388 km. Бистрица извире на планини Грамос (Северни Пинд), у северозападној Грчкој на граници са Албанијом под именом Белица, затим тече ка југоистоку ка области Западна Македонија, прави велики завој и почиње да тече ка североистоку ка области Средишња Македонија, где се улива у Солунски залив Егејског мора у великој делти коју уз Бистрицу чине и реке: Караазмак (Лудиас) и Вардар (Аксиос).
Највеће језеро у Грчкој је Трихонида и налази се у округу Етолија-Акарнанија.

### Клима
Грчка првенствено има медитеранску климу, са благим, влажним зимама и топлим, сувим летима. Ова клима се јавља на свим приморским локацијама, укључујући Атину, Киклада, Додеканези, Крит, Пелопонез и делове Стере Еладе (Централна Континентална Грчка). Пиндус планине снажно утичу на климу земље, због веће изложености југозападном систему довођења влаге.
У планинским областима северозападне Грчке (делови Епира, Централна Грчка, Тесалија, Западна Македонија), као и у планинским централним деловима Пелопонеза — укључујући делове префектура Ахаја, Аркадија и Лаконија — карактеристична је алпска клима са обилним снежним падавинама. У унутрашњости северне Грчке, у централној Македонији и Источној Македонији и Тракији карактеристична је умерена клима са хладним, влажним зимама и топлим, сувим летима. Снежне падавине се јављају сваке године у планинама и северним деловима, а кратке снежне падавине се ретко јављају у нижим јужним областима, као што је Атина.

### Флора и фауна
Фитогеографски, Грчка припада Бореалном краљевству. Према Светском фонду за природу и Европској агенцији за животну средину, територија Грчке може се поделити на шест екорегија: илирске листопадне шуме, мешовите шуме Пинда, балканске мешовите шуме, родопске планинске мешовите шуме, егејске и западне турске склерофиле. мешовите шуме и медитеранске шуме Крита. Грчка је имала средњу оцену индекса интегритета шумског пејзажа из 2018 године, од 6,6/10, што је рангирало државу на 70. место у свету од 172 земље.

## Историја

### Праисторија
Најстарији доказ људског присуства на Балкану, датиран у 270.000. п. н. е. у пећини Петралона у северној грчкој покрајини Македонији. Неолитска насеља у Грчкој, која датирају у 7. миленијум п. н. е. су најстарији у Европи за неколико векова, пошто Грчка лежи на путу којим се земљорадња ширила са Блиског истока у Европу.
Почетак европске историје, када су краљевства и царства цивилизација на Оријенту цветала и пропадала, почиње доласком Грка. Први, стидљиви кораци ка успону, од примитивне културе до врхунске цивилизације, учињени су на простору Егејског мора у току бронзаног доба (2800—1100. п. н. е.). Било је то доба трговине и комуникације међу народима у коме је углавном владао мир, који би повремено био прекидан крвавим ратовима. Област Егеја имала је кључну позицију при свакој трговини међу народима који су долазили са севера из Мале Азије или северне Африке током 2. и 3. миленијума п. н. е. Целокупна егејска цивилизација била је заснована на војно поморској моћи и трговини. Становници старог света пренели су своју трговину на острва и приобално подручје Егеја, а самим тим су допринели повећању материјалног богатства. Крит је био у сталној трговачкој вези са остатком Егеја где су израстале нове, мале, независне цивилизације, од којих је Кикладска била најзначајнија. Група Кикладских острва је била исувише мала да би могла примити велики број становника, међутим богатство минерала и метала уз изузетно повољан географски положај, доделио је острвима веома важну улогу током раног бронзаног доба.
Зависно од места развитка егејских цивилизација или у зависности од одређених карактеристичних археолошких остатака, добиле су име, Минојска по критском легендарном краљу Миноју; Кикладска по групи острва; Микенска по граду Микени. Постојала је и Тројанска цивилизација, у региону Троје, на северозападу Мале Азије. Доласком Дораца са севера бронзано доба се завршава свуда између 1100. и 1000. п. н. е. Њихов долазак је представљао последњи ударац микенској цивилизацији.

### Античка Грчка
У међувремену Пелазги и Јоњани напуштају континентални део Грчке под притиском Дораца, који су освојили Пелопонез. Прешли су море и настанили се на северним егејским острвима и дуж малоазијске обале. Ту су израсли велики градови који су већ од 7. и 6. века п. н. е. постали центри бриљантних цивилизација. Међу богатим градовима Мале Азије издвајали су се Клазомена, Халикарнас, Колофон, Смирна, Фокеја, Самос, Ефес и изнад свих Милет. Они су били колевка науке и филозофије и први градови који су се развили у градове-државе. Пре него што су потпали под власт Лидијаца и Персијанаца, помогли су да се области Медитеранског и Црног мора отворе утицају грчке цивилизације. Крајем тог периода (6. век п. н. е.) појављују се две супарничке силе, Спарта и Атина.
Са појавом Хомера и његових епова, Илијаде и Одисеје, Грчка иде ка новом добу убрзаног напретка који ју је увео у период данас познат као класично доба (500—323. п. н. е.). То је период који је иза себе оставио најпознатије споменике и реликвије.
Период од 480. до 431. п. н. е. карактерише доминација великог државника Перикла, који је иницирао грађење велелепних здања међу којима се истичу Партенон и Пропилеји на Атинском Акропољу. У спољашњој политици Атинска империја је доживела врхунац. Што се тиче унутрашње политике, била је заснована на принципима широке демократије формирањем народног сабора коме је свако имао приступ и стварањем савета “војсковођа” који су бирани сваке године.
Пелопонески рат (431—404. п. н. е.), који је наговестио пропадање Атине, у суштини представља последицу неизмерног страха који су Спартанци осећали у односу на снажну и моћну Атину.
Велика епидемија 430. п. н. е., фатални неспоразуми око стратегије коју је требало применити након Периклове смрти 426. п. н. е. дефинитивно су бацили Атину на колена и подредили дејству бруталне диктатуре коју јој је Спарта наметнула.
4. век п. н. е. доноси Грчкој, ослабљеној дуготрајним ратовањем, претњу по мир од стране новонастале силе- Македоније. Највећи атински оратор Демостен је убедио Атињане да треба да се супротставе Македонији што је довело до погубне битке код Херонеје 338. п. н. е. Судбина Атине и неколицине других градова-држава прешла је у руке Македоније.

### Хеленистичка Грчка
Под влашћу Македоније успостављено је, на неки начин, јединство народа у елементарној форми које је за време Александра Великог ојачано. Период између 4. и 2. века п. н. е. познат је као Хеленистичко доба. Пре своје смрти 323. п. н. е., Александар је био владар огромне империје. Након његове смрти долази до распада империје.

### Римска владавина
Грчка пада под власт Рима. Грчка по први пут добија јавне путеве, акведукте, мостове и јавна купатила. Што се уметности тиче, више су се бавили монументалним спољним изгледом, тежећи масивним и разметљивим здањима која су украшавали тријумфални лукови, уклесани рељефи и фреске. Што се тиче скулптуре, скулптори су захтевали апсолутну перфекцију и предмета и израде.
Шта више, и током владавине Рима, грчки градови-државе задржали су своју надмоћ у филозофији, суптилној уметности и науци. У Римском периоду (146—138. п. н. е.) дошло је до ширења хришћанства на тлу Грчке. Свети Павле је на Марсовом брду у Атини, као и широм земље исповедао нову веру а генерацију касније Св. Јован Богослов је написао Откровење на острву Патмос.

### Византијско царство
Када је дошло до поделе Римског царства, на Источно и Западно царство, Грчка је постала део Византијског царства које је било под толико великим утицајем грчке мисли и уметности, да је грчки језик постао службени језик заменивши латински. Византијско доба (од 395. до 1453. г) је трајало 1.000 година. Током овог периода развила се уметност, култура и обичај, који су својствени овом периоду, и у којима се огледа веома јак утицај и тесна веза која је постојала између цркве и државе. У црквеној архитектури развио се карактеристичан и веома познат стил под именом Византијски стил са укрштеним попречним бродом који има округлу куполу, и храмови у стилу базилике са уздигнутом централном лађом и једном или двема лађама на по свакој страни које су оивичене стубовима и колонама.
Мозаици и фреске којима су цркве биле украшене биле су изузетно високог уметничког нивоа у овом периоду који је доживео свој крај када је Османско царство покорило Византију 1453. год.

### Турска власт
Са падом Константинопоља, главног града Византијског царства, 1453. год. Турци су заузели највећи део Грчке. И док је највећи део грчког копна и Егејских острва био под турском контролом до краја 15. века, Кипар и Крит су остали млетачки поседи и нису пали под Турке све до 1571, односно 1670. Једини део грчког света који је избегао дуготрајну турску окупацију била су Јонска острва, који су остали млетачки посед, све док их није преузела Прва француска република, а онда су 1809. прешли под власт Уједињеног Краљевства све до уједињења са Грчком 1864.
Док су Грци на Јонским острвима и Константинопољу живели у просперитету, а они у Константинопољу су се чак достизали утицајне положаје у турском администрацији,  већина становништва грчког копна је искусило економске последице османског освајања. Уведени су тешки порези, а касније је Османско царство увело политику стварања наследних поседа, што је за последицу имало претварање сеоског грчког становништва у кметове.
Православну цркву Грчке и Васељенску патријаршију Порта је сматрала ауторитетом над целим православним становништвом, било да су Грци или не. Иако Османско царство није присиљавало немуслимане да се преобрате на ислам, хришћани су били суочени са неколико видова угњетавања како би се нагласио њихов подређени статус у Османском царству. Угњетавање хришћана, посебно комбиновано са оштрим третманом локалних османских власти, је довело до преобраћивања на ислам, мада само наизглед. У 19. веку многи преобраћеници су се вратили на своју стару веру. Природа османске управе у Грчкој је варирала, иако је била увек произвољна и често сурова. Неки градови су имали гувернере које је именовао султан, док су други (попут Атине) биле самоуправне општине. Планинске области у унутрашњости и многа острва су практично вековима остала аутономна од османске државе.
Када су избијали ратови између Османског царства и других држава, Грци су обично устајали против Османског царства, уз пар изузетака. Пре Грчке револуције било је много ратова у ком су се Грци борили против Османлија, као што су грчко учешће у бици код Лепанта 1571, устанак епирских сељака 1600-1601, Морејски рат 1684-1699 и Пелопонески устанак који је подстакла Руска Империја како би разбила Османско царство у складу са руским интересима. Све ове устанке Османлије су угушиле у крви.
Грчка је остала под влашћу Османског царства до 1821. када су се разни ослободилачки покрети ујединили и повели Грчку у борбу за независност (1821—1834).

### Модерна Грчка
Модерна Грчка настаје са одбацивањем турског ропства. Земља је постала призната као независна држава од стране великих сила (В. Британије, Француске и Русије) 1830. године а прва монархија успостављена је доласком на престо краља Ота из Баварске. У току следећих неколико година, за време Елефтериоса Венизелоса, грчка нација покушавала је да под своје окриље доведе територије које су одувек биле насељене Грцима, а последња припојена територија били су група острва Додекани, који су јој припојени за време Другог светског рата. Почетком рата фашистичка Италија је покушала да изврши инвазију на Грчку, али су Грци током шестомесечних борби успели да одбију напад и протерају Италијане. Током рата је Грчка била под нацистичком окупацијом, али је на њеној територији деловало неколико покрета отпора. После окончања Другог светског рата на простору Грчке је вођен грађански рат између два сукобљена антифашистичка покрета левичарске и десничарске политичке организације, који се окончао 1949. године победом прозападног блока. Грчка је била краљевина до 1973. године када је проглашена република чији је први председник био Јоргос Пападопулос.
У међувремену, Андреас Папандреу, син Јоргоса Папандреуа, основао је Панхеленски социјалистички покрет (ПАСОК) као одговор на рад Караманлисовљеве конзервативне странке Нова демократија, са две политичке формације које су доминирале у влади у наредне четири деценије. Грчка се поново придружила НАТО-у 1980. Грчка је постала десета чланица Европских заједница (које је касније подузела Европска унија) 1. јануара 1981. године, чиме је започео период одрживог раста. Широко распрострањена улагања у индустријска предузећа и тешку инфраструктуру, као и средства из Европске уније и растући приходи од туризма, бродарства и брзорастућег услужног сектора подигли су животни стандард земље на ниво без преседана. Земља је усвојила евро као своју валуту 2001. године и успешно је била домаћин Летњих олимпијских игара 2004. у Атини.
Почевши од 2010. године, Грчка је у великој мери патила од Велике рецесије и повезане европске дужничке кризе. Због усвајања евра, када је Грчка доживела финансијску кризу, више није могла да девалвира своју валуту да поврати конкурентност. Незапосленост младих била је посебно висока у овом периоду. Ова криза грчког државног дуга, и каснија политика штедње, резултирале су протестима и друштвеним сукобима. Генерално се сматра да је криза окончана око 2018. године. У марту 2020. грчки парламент изабрао је нестраначког кандидата, Катерину Сакеларопулу, за прву  председницу Грчке.

## Становништво
Грчку настањује око 10 милиона Грка. Грчка је најчистија етничка држава на Балкану. Грци чине око 98% становништва а остале етничке мањине су Турци, Роми и Бугари (једине званично признате националне мањине) као и Албанци и Македонци, који нису признати. Од самог почетка, односно од времена када је Грчка први пут настањена, пре неких 7.000 година па до данашњих дана, њени становници су се трудили да докажу да су људи посебног кова. И данас се велики број Грка поноси својим пореклом и историјом у којој су границе ове земље много пута биле померане.
Просечно грчко домаћинство је данас мање и старије него у претходним генерацијама. Економска криза је погоршала овај развој догађаја, између 350.000–450.000 Грка, претежно младих, емигрирало је од 2010. године.

### Религија
Више од 90% грчке популације припада грчкој православној цркви која је овде традиционално већинска. Скоро сви Грци поштују правила о браку и сахрани које ова црква прописује. Цивилни бракови су уведени 1980. године. Главни религијски празници су Ускрс, Божић и празник Успење Пресвете Богородице. Многи Грци се за ове празнике враћају у своја родна места, да би их прославили уз јагњеће печење и добро вино. Грци славе Ускрс по Миланковићевом календару кога је увео Милутин Миланковић и који се углавном поклапа са грегоријанским (до одређеног времена), па многи мисле да Грци користе грегоријански календар.
Процене бројности званично признате грчке муслиманске мањине, која се углавном налази у Тракији, крећу се на око 100.000 људи, (око 1% становништва). Неки од албанских имиграната у Грчку потичу из номинално муслиманског порекла, иако су већина секуларне оријентације. Након грчко-турског рата 1919–1922 и Уговора из Лозане из 1923, Грчка и Турска су пристале на трансфер становништва на основу културног и верског идентитета . Око 500.000 муслимана из Грчке, претежно оних који су дефинисани као Турци, али и грчких муслимана попут Валлахада у западној Македонији, размењено је са отприлике 1,5 милиона Грка из Турске. Међутим, многе избеглице које су се населиле у бившим отоманским муслиманским селима у Централној Македонији, а које су дефинисане као хришћански православни кавкаски Грци, стигле су из бивше руске закавкаске покрајине Карсске области, након што је враћена у Турску пре званичне размене становништва.
Јудаизам је присутан у Грчкој више од 2.000 година. Древна заједница грчких Јевреја назива се Романиоти, док су Јевреји Сефарди некада били истакнута заједница у граду Солуну, која је до 1900. године бројала око 80.000 људи или више од половине становништва. Међутим, после немачке окупације Грчке и Холокауста током Другог светског рата, процењује се да броји око 5.500 људи.
Процењује се да римокатоличка заједница броји око 250.000 припадника од чега 50.000 има грчко држављанство. Њихова заједница је номинално одвојена од мање грчке византијске католичке цркве, која признаје примат папе, али одржава литургију византијског обреда. Старокалендарци имају 500.000 пратилаца. Протестаната, укључујући припаднике Грчке евангеличке цркве и слободне евангелистичке цркве, има око 30.000. Друге хришћанске мањине имају око 12.000 чланова. Јеховини сведоци извештавају да имају 28 874 активних чланова у Грчкој.
Од 2017. године, хеленски политеизам или хеленизам је правно признат као активно практикована религија у Грчкој, са проценама од 2.000 активних практиканата и додатних 100.000 „симпатизера“. Хеленизам се односи на различите верске покрете који настављају, оживљавају или реконструишу старогрчке верске праксе.

### Језик
Модерни грчки језик је језик већине популације. Модерни грчки користи исти алфабет који су користили и становници у античким временима. Током 19. и 20. века грчки језик био је предмет дискусија. Грчки научници су покушали да преуреде модерни грчки и да га направе сличнијим некадашњем језику. Они су увели Катаревуса форму грчког језика који се разликовао од Демотике (модерни говорни језик у Грчкој) у граматици, синтакси и неким речима. Од 1976. године Демотике је постао главни језик у Грчкој. После модерног грчког најзаступљенији су енглески и немачки, као и језици мањина: турски, албански, бугарски и македонски језик.

### Највећи градови
Скоро две трећине Грка живи у урбаним срединама. Највећи и најутицајнији метрополитански центри у Грчкој су Атина (3.744.059 становника према попису из 2021. године) и Солун (1.092.919 становика од 2021. године). Остали истакнути градови са урбаним становништвом преко 100.000 становника су Патра, Ираклион, Лариса, Волос, Родос, Јањина, Агринио, Хања и Халкида.
| Највећи градови у Грчкој Извор: Попис становништва 2021. | Највећи градови у Грчкој Извор: Попис становништва 2021. | Највећи градови у Грчкој Извор: Попис становништва 2021. | Највећи градови у Грчкој Извор: Попис становништва 2021. | Највећи градови у Грчкој Извор: Попис становништва 2021. | Највећи градови у Грчкој Извор: Попис становништва 2021. | Највећи градови у Грчкој Извор: Попис становништва 2021. | Највећи градови у Грчкој Извор: Попис становништва 2021. | Највећи градови у Грчкој Извор: Попис становништва 2021. | Највећи градови у Грчкој Извор: Попис становништва 2021. |
|                                                          | №                                                        | Град                                                     | Периферија                                               | Популација                                               | №                                                        | Град                                                     | Периферија                                               | Популација                                               |                                                          |
| -------------------------------------------------------- | -------------------------------------------------------- | -------------------------------------------------------- | -------------------------------------------------------- | -------------------------------------------------------- | -------------------------------------------------------- | -------------------------------------------------------- | -------------------------------------------------------- | -------------------------------------------------------- | -------------------------------------------------------- |
| Атина Солун                                              | 1.                                                       | Атина                                                    | Атика                                                    | 3.090.508                                                | 11.                                                      | Сер                                                      | Средишња Македонија                                      | 58.287                                                   | Патра Пиреј                                              |
| Атина Солун                                              | 2.                                                       | Солун                                                    | Средишња Македонија                                      | 824.676                                                  | 12.                                                      | Александруполис                                          | Источна Македонија и Тракија                             | 57.812                                                   | Патра Пиреј                                              |
| Атина Солун                                              | 3.                                                       | Патра                                                    | Западна Грчка                                            | 173.600                                                  | 13.                                                      | Ксанти                                                   | Источна Македонија и Тракија                             | 56.122                                                   | Патра Пиреј                                              |
| Атина Солун                                              | 4.                                                       | Пиреј                                                    | Атика                                                    | 168.151                                                  | 14.                                                      | Катерини                                                 | Средишња Македонија                                      | 55.997                                                   | Патра Пиреј                                              |
| Атина Солун                                              | 5.                                                       | Ираклион                                                 | Крит                                                     | 156.842                                                  | 15.                                                      | Каламата                                                 | Пелопонез                                                | 54.100                                                   | Патра Пиреј                                              |
| Атина Солун                                              | 6.                                                       | Лариса                                                   | Тесалија                                                 | 148.562                                                  | 16.                                                      | Кавала                                                   | Источна Македонија и Тракија                             | 54.027                                                   | Патра Пиреј                                              |
| Атина Солун                                              | 7.                                                       | Волос                                                    | Тесалија                                                 | 85.803                                                   | 17.                                                      | Хања                                                     | Крит                                                     | 53.910                                                   | Патра Пиреј                                              |
| Атина Солун                                              | 8.                                                       | Јањина                                                   | Епир                                                     | 65.574                                                   | 18.                                                      | Ламија                                                   | Средишња Грчка                                           | 52.006                                                   | Патра Пиреј                                              |
| Атина Солун                                              | 9.                                                       | Трикала                                                  | Тесалија                                                 | 61.653                                                   | 19.                                                      | Комотини                                                 | Источна Македонија и Тракија                             | 50.990                                                   | Патра Пиреј                                              |
| Атина Солун                                              | 10.                                                      | Халкида                                                  | Средишња Грчка                                           | 59.125                                                   | 20.                                                      | Родос                                                    | Јужни Егеј                                               | 49.541                                                   | Патра Пиреј                                              |

### Државни симболи
Застава Грчке се састоји од девет хоризонталних линија плаве и беле боје наизменично, и белог равнокраког (тзв. грчког) крста на плавој позадини у горњем левом углу (кантону).
Крст је овде симбол православља. Порекло и симболика линија нису званично одређени, а поред популарних тумачења, претпоставља се да имају подлогу из времена Византије, иако о томе нема потврда у историјским документима.
Грб Грчке је званични хералдички симбол Републике Грчке.
Данашњи грб састоји се од штита светлоплаве (azure) боје и белог (argent) једнакокраког крста на средини (fess point) чији кракови сежу до ивица штита. Штит је у потпуности окружен ловоровим венцом.
Грб Грчке је од 1822. године би мењан неколико пута — првобитно је грб био штит са приказом Атине и сове, потом је додат феникс, да би потом грчке династије додавале своје елементе грбу. Грб је у оваквом облику присутан од 1967. године, а изглед му је прецизно прописан 1975. године.
Сунце Вергине је симбол који је постао знак грчке Македоније, на плавој позадини се најчешће користи као незванична застава три грчке периферије Западне, Средишње и Источне Македоније.

## Политика
Грчка је по државном уређењу парламентарна република (монархија је одбијена на референдуму 8. децембра 1974).
Грчка је унитарна парламентарна република. Садашњи Устав је саставио и усвојио Пети ревизиони парламент Грчке и ступио је на снагу 1975. након пада војне хунте 1967–1974 . Од тада је ревидиран три пута: 1986., 2001., 2008. и 2019. године. Устав, који се састоји од 120 чланова, предвиђа поделу власти на извршну, законодавну и судску власт и даје опсежне посебне гаранције (додатно појачане 2001. године) грађанских слобода и социјалних права. Бирачко право женама је загарантовано од 1952. године.
Номинални шеф државе је председник Републике, кога бира Скупштина на петогодишњи мандат. Према Уставу, извршну власт врше председник и Влада. Међутим, уставним амандманом из 1986. године су у значајној мери смањене дужности и овлашћења председника, чинећи тај положај углавном церемонијалним; већина политичке моћи је тако дата премијеру, шефу грчке владе. То место заузима актуелни лидер политичке партије којој парламент може изгласати поверење. Председник републике формално именује премијера, а на њихову препоруку именује и разрешава остале чланове Кабинета.
Законодавну власт врши изборни једнодомни парламент од 300 чланова. Парламентарни избори се одржавају сваке четири године, али је председник Републике дужан да раније распусти Скупштину на предлог Владе, ради решавања националног питања од изузетног значаја. Председник је такође дужан да раније распусти парламент ако опозиција успе да изгласа неповерење влади. Старост за гласање је 17 година.
Према извештају ОЕЦД-а из 2016. године, Грци показују умерени ниво грађанског учешћа у поређењу са већином других развијених земаља; Излазност бирача је била 64 одсто током недавних избора, ниже од просека ОЕЦД-а од 69 одсто.
Од обнове демократије, грчким партијским системом су доминирали либерално-конзервативна Нова демократија (НД) и социјалдемократски Панхеленски социјалистички покрет (ПАСОК). Остале странке заступљене у грчком парламенту су Коалиција радикалне левице (СИРИЗА), Комунистичка партија Грчке (ККЕ), Грчко решење и МеРА25.

### Спољни односи
Спољну политику Грчке води Министарство спољних послова и његов први човек, министар спољних послова, тренутно ту функцију обавља Никос Дендиас. Званично, главни циљеви Министарства су представљање Грчке пред другим државама и међународним организацијама; штити интересе грчке државе и њених грађана у иностранству; промовишу грчку културу; негују ближе односе са грчком дијаспором; и подстичу међународну сарадњу. Грчка држава има посебне односе са Кипром, Италијом, Француском, Јерменијом, Аустралијом, Државом Израел, Сједињеним Америчким Државама и Уједињеним Краљевством.
Након решавања спора о имену Македоније са Преспанским споразумом 2018. године, Министарство идентификује два преостала питања од посебног значаја за грчку државу: турско оспоравање права грчког суверенитета у Егејском мору и одговарајућем ваздушном простору и кипарски спор који укључује турску окупацију Северног Кипра.
Постоји дугогодишњи сукоб између Турске и Грчке око природних ресурса у источном Медитерану. Турска не признаје легални епиконтинентални појас и искључиву економску зону око грчких острва.
Поред тога, због своје политичке и географске близине Европи, Азији, Блиском истоку и Африци, Грчка је земља од значајног геостратешког значаја, коју је искористила да развије регионалну политику која помаже у промовисању мира и стабилности на Балкану, Медитерану и Блиском истоку. Ово је земљи дало статус средње силе у глобалним односима.
Грчка је чланица бројних међународних организација, укључујући Савет Европе, Европску унију, Унију за Медитеран, НАТО, Међународну организацију франкофоније и Уједињене нације, чији је члан оснивач.

## Административна подела
Грчка је неформално састављена из неколико историјско-географских области:
- Тракија
- Егејска Македонија
- Епир
- Тесалија
- Атика
- Пелопонез
- Грчка острва (Јонска острва, Источноегејска острва, Северноегејска острва, Киклади, Додеканез, Евбеја и Споради, Саронска острва, Крит)

Грчка је издељена на 13 периферија (грч. περιφέρειες), док се Света гора, црквена држава на полуострву Атос, налази под грчким суверенитетом.
Свака периферија је издељена на више нома или префектура (грч. νομοί, νομός), којих укупно има 54.

## Привреда
Грчка је развијена земља са развијеним риболовом, индустријом, па донекле и пољопривредом. По извештају из 1998. године 7% државних прихода било је од ових делатности. Више се гаје маслине, дуван, памук, грожђе и још неке врсте воћа. Козе и овце су обележје грчког сточарства. Шуме обухватају 28% површине државе. Грчка привреда налази се под утицајем страног капитала, али у последње време јача државни сектор, а самим тим и унутрашња улагања.
Грчка има највећу привреду на Балкану, и важног регионалног инвеститора. Грчка је други страни инвеститор капитала у Албанији, трећи страни инвеститор у Бугарској, прва три страних инвеститора у Румунији и Србији и најважнији трговински партнер и највећи страни инвеститор Северне Македоније. Грчке банке скоро сваке недеље отварају нову експозитуру негде на Балкану. Грчка телекомуникациона компанија ОТЕ постала је снажан инвеститор у другим балканским земљама.
Пољопривреда је слабије развијена због недостатка погодног тла али се све више наводњава тако да је сваке године све већа производња. Главне пољопривредне културе су: пшеница, кукуруз, јечам, пиринач, маслине, агруми и мандарине. Такође се практикује и виноградарство.
Рударство, условљено природним богатством руда, се у последњем веку поприлично развило. Грчка је богата рудама: боксит, манган, никл, цинк, барит, сумпор, со, сребро и др.
Индустрија се развила последњих 30 година. Развијена је обојена металургија, прехрамбена, текстилна, хемијска, електротехничка, фармацеутска, текстилна индустрија, бродоградња, кожна и дрвна индустрија. Такође постоји и неколико рафинерија нафте у Грчкој.

## Туризам
Позната је и по туризму јер има излаз на Средоземно море Јонско море и Егејско море. Због многобројних острва јако је примамљиво место многим туристима за одмор и уживање.
Туризам је кључни елемент економске активности у земљи и један од најважнијих сектора Грчке. Обухватао је 20,6% бруто домаћег производа од 2018. Грчка је имала преко 31.3 милиона посетилаца у 2019. години и око 28 милиона у 2016, што је повећање са 26,5 милиона туриста које је примио 2015. и 19.5 милиона у 2009 и 17.7 милиона туриста 2007. године, чиме је Грчка једна од најпосећенијих земаља у Европи последњих година.
У Грчкој постоји 18 Унескових локалитета светске баштине, а Грчка је рангирана на 16. месту у свету по укупном броју локалитета. Још 14 локација налази се на пробној листи и чекају номинацију.

## Саобраћај
Грчка је изразито средоземна земља која излази на неколико мора (Егејско, Јонско, Средоземно) са бројним заливима, острвима и полуострвима, а у унутрашњости је изразито планинска земља и најчешће је одвојена природним препрекама од других балканских земаља. Овакви природни услови условили окренутост мору и, са тим у вези, поморском саобраћају, а у последњих деценија, и авиосаобраћају. Главна чворишта у земљи су два највећа града, Атина и Солун.
Грчка има развијен друмски, железнички, ваздушни и водни саобраћај. Укупна дужина путева у Грчкој је око 117.000 km, од чега је 107.406 km асфалтирано (2006. година). Дужина ауто-путева тренутно износи 1030 km, али се у наредним годинама очекује изградња нових деоница. Они носе ознаке редних једноцифрених бројева.

## Култура
Култура Грчке се развијала током периода од неколико хиљада година, са својим почетком Микенске културе, настављајући углавном у Класичну Грчку, током Хеленског периода, током утицаја Римског царства и свог Грчког царства које је настало на налеђу Византијског царства.

### Обичаји
Многе грчке жене се удају у раним двадесетим, док мушкарци претендују да се жене касније, најчешће у 30-им. Кроз неколико прошлих деценија жене су добиле већа права, али у грчком друштву је и даље јачи утицај мушкараца. За старе Грке породица, религија, традиција и образовање представљају главне вредности.

### Кухиња
Најчешћи састојци грчких оброка су говедина, јагњетина, пилетина и свињетина. Риба и морски плодови се конзумирају на острвима и у великим градовима. Не сме се заборавити ни маслиново уље које овим састојцима даје леп укус. Салате се једу уз главна јела. Традиционално јело је сувлаки (ражњић од јагњећег или свињског меса, са биљним додацима и помфритом). Десерти су најчешће неке врсте воћа или баклава. Познато јело јесу и кокоретси (састоји се од јагњеће џигерице).
Ручак је главни оброк и сервира се око 14 часова, али због обавеза и радног времена многи ручају увече око 19 часова. Ресторани нуде богат избор јела, тако да за Грке није непријатно да уђу у кухињу ресторана и изаберу шта желе из многобројних лонаца са храном.

### Књижевност
Најпознатији савремени грчки песник је Јоргос Сеферис, добитник Нобелове награде за књижевност 1963. године. Његова поезија је пуна симболике и књижевних реминисценција изражених јасним, непретенциозним језиком.
Други велики грчки песник, Одисеј Елитис, добитник је Нобелове награде за књижевност за 1979. годину „за своју поезију која, на позадини грчког предања, сензуалном снагом и интелектуалном јасноћом одсликава борбу модерног човека за слободу и стваралаштво“.
Константин Кавафи, грчки песник који је већину живота провео у Александрији у Египту, добио је међународно признање у 20. веку.
Други велики песници грчког литерарног процвата у двадесетом веку су Јанис Рицос, Милтос Сахтурис, Тасос Ливадитис и Манолис Анагностакис.
Од прозних писаца најпознатији је Никос Казанцакис чији су романи „Грк Зорба“ (1943), „Последње Христово искушење“ и „Христос поново разапет“ доживели светску славу и преведени на многе језике. Други значајни савремени прозаисти су Василис Василикос, Реа Галанаки и Такис Теодоропулос.

## Спорт
Фудбалска репрезентација Грчке је освојила Европско првенство у фудбалу 2004. у Португалу када су поразили домаћина Португал резултатом 1:0. Грчка је изненађујуће освојила првенство, победивши у четвртфиналу браниоца титуле Французе, фаворизовану Чешку у полуфиналу и Португал у финалу.
Кошаркашка репрезентација Грчке је била европски првак у кошарци 1987. и 2005. године.
Атлетичарка у дисциплини скок мотком, Катерина Стефаниди, освојила је златну медаљу на Летњим олимпијским играма 2016. године, а била је шампионка на Светском и Европском атлетском првенству.